# Вулиця Староміська (Хмельницький)
Вулиця Староміська в місті Хмельницькому пролягає від річки Плоскої (вхід до Парку культури і відпочинку імені Михайла Чекмана) до вулиці Володимирської.
До вулиці Староміської прилучаються вулиці Паркова, Шестакова, Кам'янецька, Соборна і Грушевського та провулки Ламаний, Човновий і Подільський.

## Історія
Частково сформувалась ще у XVI столітті, коли було побудовано Плоскирівський замок.
У нинішньому виді прокладена згідно з планом забудови міста від 1824 року й мала першу назву «Мала Бузька», яка пов'язана з тим, що вулиця пролягає вздовж русла Південного Бугу.
Вулиця бере початок серед приватної забудови колишнього Старого Міста, де до початку XX століття мешкало переважно польське населення Проскурова та, перетнувши вулицю Кам'янецьку, пролягала серед прибузьких єврейських кварталів міста. Серед забудови Старого міста виокремлювалася базарна площа (тому цей район ще називали «Старим Базаром») та велична споруда костьолу Святої Анни.
Костьол був побудований у другій половині XVII століття на місці плоскирівського замку, що прийшов у занепад та був розібраний. Спочатку храм був невеликим і дерев'яним, поки у 1820 році на його місці не побудували кам'яний. На початку XX століття костьол перебудували у бароковому стилі. Проте у 1936 році костьол Святої Анни за рішенням органів радянської влади був зруйнований. Тепер приблизно на місці костьолу височіє школа № 1, що поблизу входу до центрального міського парку.
Наприкінці XIX століття вулиця Мала Бузька стала називатись «Набережною».
В 1965 році вулицю назвали іменем Віталія Примакова — більшовицького командира, учасника боїв з Армією УНР.
24 грудня 2014 року Хмельницька міська рада з точки зору приведення міської топоніміки до сучасних реалій життя українського суспільства, формуванню національної свідомості ухвалила рішення про перейменування провулка і вулиці на честь Старого Міста..